# Salinas de Fornells

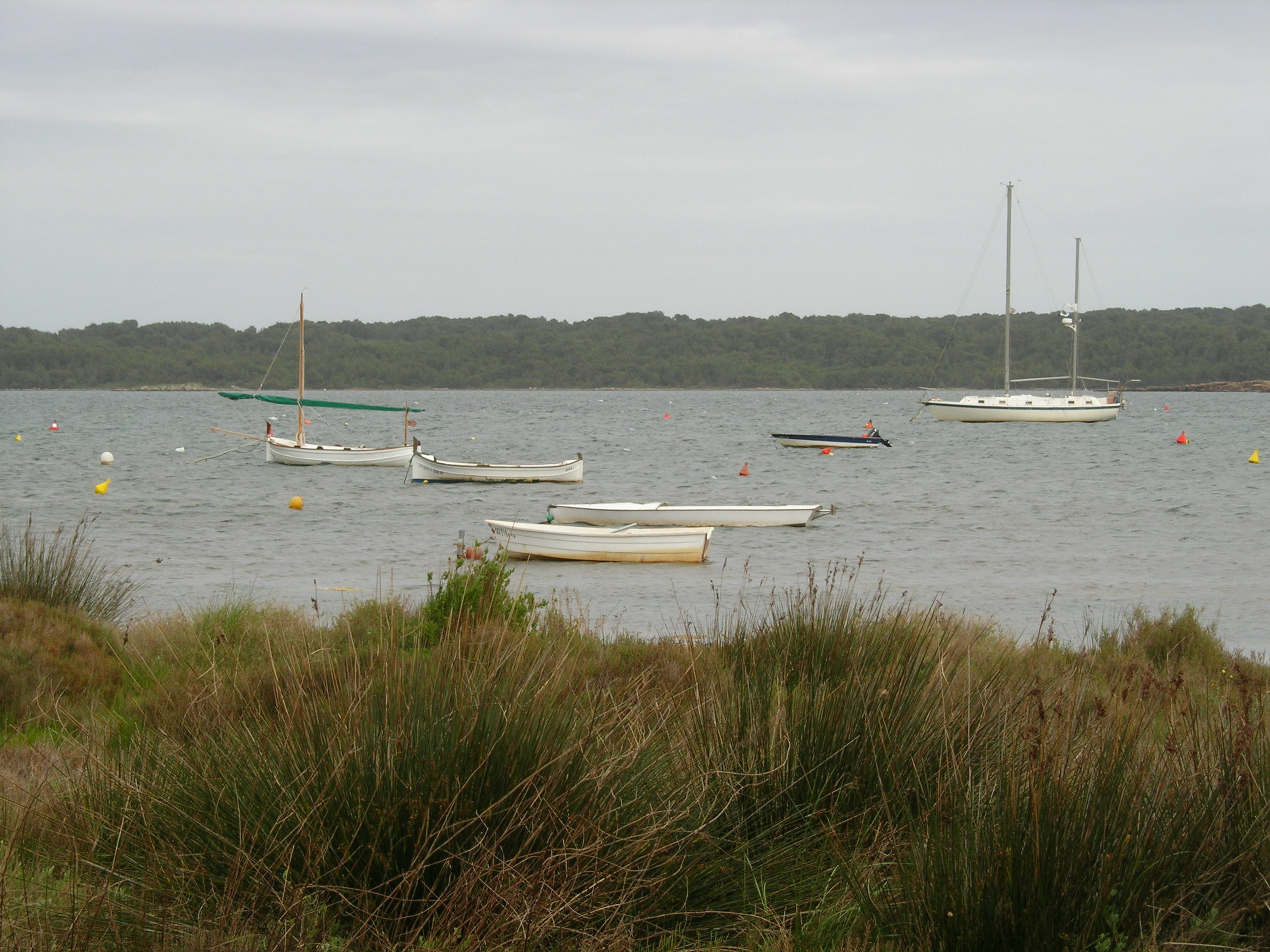
Bahía de Fornells, cerca de Salinas.

Las salinas de Fornells son dos salinas cercanas a la localidad menorquina de Fornells perteneciente al término municipal de  Mercadal.
Reciben el nombre de :
- Salinas de Tirant, junto a la pequeña localidad de Las Salinas situada al sur de Fornells en la carretera que conduce a Mercadal.

- Salinas de La Concepción, situada en el predio de La Concepción, en menorquín La Concepció, situadas en el extremo sur de la Bahía de Fornells.

Ambas salinas son dos ejemplos de la actividad salinera que ha tenido la costa norte de Menorca desde el siglo XVIII.
Otras salinas que se encuentran en otras zonas de la costa norte de Menorca son:
- Salinas de Mongofra
- Salinas de Addaia

## Salinas de Tirant
Están situadas en la costa oeste de la bahía de Fornells en coordenadas 40°2′16.32″N 4°7′18.98″E / 40.0378667, 4.1219389
Están situadas en una finca privada y no son visitables.

## Salinas de La Concepción
También reciben el nombre de Salinas Nuevas, en menorquín Salines Noves.
Están situadas en el extremo sur de la bahía de Fornells en coordenadas 40°1′37.05″N 4°7′31.11″E / 40.0269583, 4.1253083
Se pueden visitar y están incluidas dentro del  Área Natural de Especial Interés (ANEI) de La Mola y la albufera de Fornells, figura de protección que otorga el Gobierno de las Islas Baleares.
También están incluidas dentro del Lugar de Interés Comunitario (LIC) ES0000235 y de la  Zona de especial protección para las aves (ZEPA) ES0000232.
El acceso a ella se realiza a través del  Camino de Caballos, en menorquín Camí de Cavalls, una antigua ruta ecuestre actualmente restaurada que recorre la costa de la isla de Menorca.

## Cartografía
Hoja nº 618 de la serie MTN50 del  Insitituto Geográfico Nacional. (Descarga gratuita en formato digital en Centro de descargas del  Centro Nacional de Información Geográfica)
«Centro de descargas del Centro Nacional de Información Geográfica» (en español, inglés y francés).